# Jakub Forejt
Jakub Forejt (13 de julio de 2000) es un deportista de la República Checa que compite en atletismo. Ganó una medalla de bronce en el Campeonato Europeo de Atletismo Sub-20 de 2019, en la prueba de lanzamiento de disco.